# SCR 1845-6357
SCR 1845-6357 is een dubbelster in het sterrenbeeld  Pavo bestaande uit een rode dwerg (component A) en een bruine dwerg van het type-T (component B). De magnitude van het stelsel is 17.4 (A; in de V band) en 13.3 (B; in de J band) en de massa's zijn 0,07 zonnemassa's (A) en 50 Jupitermassa's (B).